# 선리 가는 길
《선리 가는 길》(영어: The Way To Home)은 2012년 5인조 블루스밴드로 데뷔한 하 수상의 두 번째 싱글로 3인조로 개편 후 발매하는 첫 싱글이다. 선(禪)에서 이치를 깨닫고 고향으로 향한다는 내용의 〈선리(禪理) 가는 길〉은 신나는 컨트리 리듬에 밝고 따뜻한 정서를 담고 있다. 선리는 멤버인 임정우의 실제 고향이기도 하다. 이 곡의 작사, 작곡자 임정우는 "힘든 귀성길에 조금이나마 힘이 되실 수 있게 만들었다."라고 제작의도를 밝혔다. 이 곡의 뮤직비디오는 하 수상의 세 멤버가 출연하였으며 각 멤버가 서울의 거리를 이동하며 촬영되었다.

## 수록곡
| #            | 제목                   | 작사         | 작곡         | 재생 시간 |
| ------------ | ---------------------- | ------------ | ------------ | --------- |
| 1.           | 〈선리(禪理) 가는 길〉 | 임정우       | 임정우       | 2:48      |
| 총 재생 시간 | 총 재생 시간           | 총 재생 시간 | 총 재생 시간 | 2:48      |